# 愛国者のゲーム
『愛国者のゲーム』（あいこくしゃのゲーム、原題：Patriot Games）は、アメリカ合衆国のベストセラー作家、トム・クランシーが執筆し1987年に出版されたスリラー小説である。ニューヨーク・タイムズのベストセラーリストで初登場1位となった。ハリソン・フォードがライアン役で主演した映画『パトリオット・ゲーム』が1992年に公開された。

## 概要
本作は、ジャック・ライアンシリーズ内の時系列で『容赦なく』の間接的な続編にあたり、シリーズの主人公であるジャック・ライアンを主役にした作品として時系列的に最初の本である。この小説は、ライアンがロンドンでイギリス皇太子夫妻の誘拐を阻止したために、アイルランドの架空のテロリストグループ「アルスター解放軍」（ULA：Ulster Liberation Army）の標的にされることに焦点を当てている。

## あらすじ
イギリス皇太子夫妻とその幼い息子に対する誘拐の試みがロンドンのザ・モールで起こった。この襲撃は、アイルランド共和軍暫定派（PIRA：Provisional Irish Republican Army）から分裂したイデオロギー的に毛沢東思想で超過激なアイルランドのテロリストグループである、アルスター解放軍の構成員によって画策された。しかし、たまたま近くにいたジャック・ライアンが彼らの作戦を妨害し、襲撃者の1人であるショーン・ミラーを無力化し、もう1人のジョン・マイケル・マクローリーを殺害した。銃撃戦のさなか、ライアンは交戦しながらマクローリーに肩を撃たれてしまう。ミラーは後で逮捕された。
ライアンが肩の負傷を治している間に、ライアンは英国政府から名誉を与えられ、のちに勲爵士になる。一方、ミラーは誘拐未遂の罪で終身刑を宣告されるが、ゲヴィン・オドネル率いるアルスター解放軍の同胞が、ワイト島の厳重警備の刑務所に移送される途中でミラーを解放した。その後、彼らは北アフリカの砂漠にある秘密の訓練キャンプにリビアの協力者の支援で逃げ込む。ミラーは、最近の作戦を失敗させたライアンへの復讐を誓う。
ライアンは、メリーランド州アナポリスにあるアメリカ海軍兵学校で歴史の教職に戻り、アルスター解放軍が米国で彼を襲撃しないという事実に安堵した。彼の知らないうちに、ミラーはライアンと彼の家族を標的にした米国での作戦を始めることについて上司のオドネルを説得し、それを実行に移すため、「運動」と呼ばれるアフリカ系アメリカ人の国内テロリストグループの協力を得ていた。その作戦は復讐のための行動ではあるものの、それと同時に、対抗勢力であるアイルランド共和軍暫定派がその攻撃の原因とされることで、アメリカ人からの支援を減らすように計画された。ライアンを職場で殺すために送られた暗殺者は、その任務をやり遂げる前に兵学校の警衛に怪しまれ、拘束される。しかしライアンの妻のキャシーと娘のサリーは、ミラーの銃撃で2人の乗った車が高速道路で衝突させられたときに重傷を負い、その後、治療のためにヘリコプターでメリーランド大学医療センターに搬送された。
ライアンは家族が襲撃されたあと、中央情報局（CIA）本部で分析官として働き始め、これまであまり知られていなかったアルスター解放軍に関する詳細情報の収集のため、CIAからの申し出を受け入れる。その後、イギリス皇太子夫妻がメリーランド州のライアンの自宅に訪れる。しかしこれが、再び「運動」の力を借りアルスター解放軍に新たに襲撃する機会を与える。皇太子夫妻の訪問の夜、テロリストたちはライアンの家に奇襲を仕掛け、皇太子夫妻とライアンの家族を拘束する。
ライアン宅の周囲の、シークレットサービス隊員を含む幾人かの警備員が殺されたが、ライアン、彼の友人の戦闘機パイロットであるロバート（ロビー）・ジャクソン、そして皇太子はなんとか数名のテロリストを殺すことに成功する。彼らは後に地元警察、米国海兵隊、および米国海軍兵学校の水兵から支援を受け、残ったテロリストがコンテナ船で国外脱出するのを阻止する。ライアンは追い詰められたミラーに遭遇し彼を殺そうとするが、彼に射撃を教えている兵学校教官ブレッケンリッジに諭される。アルスター解放軍のテロリストたちが逮捕されたあと、ライアンはアナポリスに到着し、息子のジャック・ライアンJr.の誕生に立ち会う。

## 登場人物
- ジャック・ライアン：メリーランド州アナポリスにある米国海軍兵学校の歴史教師。のちに中央情報局の分析官。
- キャロライン（キャシー）・ライアン博士：ジョンズ・ホプキンズ大学医学部の一部であるウィルマー眼科研究所の眼科外科医。ジャック・ライアンの妻。
- オリビア（サリー）・ライアン：ジャック・ライアンとキャシー・ライアンの娘。
- プリンス・オブ・ウェールズ
- プリンセス・オブ・ウェールズ
- ダニエル（ダン）・E・マリー特別捜査官：FBIの駐ロンドン米国大使館付法務官。
- ジェイムズ（ジミー）・オーインズ：テロ対策を専門とする英国の警察官。
- ロバート（ロビー）・ジェファソン・ジャクソン：米海軍の戦闘機パイロット。臨時教官として海軍兵学校に着任し、ジャック・ライアンの友人となる。
- ショーン・ミラー：アルスター解放軍（ULA）の作戦責任者。
- ゲヴィン・ジョゼフ・オドネル：ULAのリーダー。
- ジェイムズ・グリーア：CIA副長官。ライアンをCIAに個人的に採用する。
- マーティ・カンター：グリーア提督の補佐官。重度の胃潰瘍を患っており、のちに療養のためライアンに代わる。
- ノウア・ブレッケンリッジ上級曹長：米海軍兵学校の警備課長兼銃器長。ライアンに拳銃射撃を伝授する。
- パウリグ（パディ）・オニール：英国議会のアイルランド共和軍暫定派代表。
- デニス・クーリィ：稀覯本専門書店の持ち主。 ULAの工作員。
- ジェフリー・ワトキンズ：英国外務省と王室間の連絡係。クーリィを通じてオドネルに密かに情報を渡すULAのスパイであることが明らかになった。ミラー、オドネル、および他のULAテロリストが逮捕されたあと、自殺する。
- アレグザンダー・コンスタンティン・ダベンズ：「運動」と呼ばれるアフリカ系アメリカ人の国内テロリストグループのメンバー。米国でのULAの作戦を支援した。

## テーマ
「愛国者のゲーム」はジョン・ル・カレ、レン・デイトン、そしてロバート・ラドラムによるスパイ小説中の敵対者に関する道徳的な曖昧さを覆したことで注目された。この小説に関するマーク・セラシーニの評論によると、「テロリストに対するクランシーの思慮深く強い嫌悪は非常に執拗で、激しい...それは物理的に迫っている。」と述べている。またセラシーニは「これらアイルランドの 『愛国者』に対して同情の断片もないため、悪人に対するクランシーの理解できる嫌悪感は『ブルジョア』である。」と付け加えている。
この小説は、皇太子夫妻の存在のようなその他のゴシック要素だけでなく、ドラキュラ伯爵とその「家族」のような流れで政治的暴力を実践する「歪んだ政治的不適合」としてのアルスター解放軍の描写にも、ゴシックホラーのジャンルに影響を受けているとも言われてる。

## 制作
クランシーは1979年、のちに出版される他の小説、「レッド・オクトーバーを追え」（1984年）および「クレムリンの枢機卿」（1988年）と一緒に、「愛国者のゲーム」の執筆を始めた。彼は正確さと詳細への情熱について次のように語っている。「ロンドンで『愛国者のゲーム』の調査をしていたとき、カメラ、クリップボード、テープレコーダーを持って20時間掛けてザ・モールを歩き回り、冒頭の章をぴったり演出して、私が書いたとおりに確実に行われるようにしました。のちに子供たちをそこに連れて行ったとき、『これがジャック・ライアンが妻と娘を後ろに隠した木で、あれが悪者が逃げ出した道だよ。」と言うことができました。私は私の読者に正しいことをする道徳的な義務を感じます。保険ビジネスでは、細部に注意を払わないと、お客様がすべてを失う可能性があります。医者もそうだし、警官も消防士もそうなのだから、作家もそうですよね？」彼は小説の技術的詳細を強化したことで批判されたが、クランシーは「愛国者のゲーム」が彼の最高傑作だと考えている。
ジャック・ライアンが一番の敵であるショーン・ミラーを殺さず生かす最後の場面の議論で、クランシーは次のように述べている。「『愛国者のゲーム』に寄せられた手紙の中で『彼はあの小さな野郎を殺すべきだった。』と言う人はいませんでした。個人的にはやったと思います。あなたが私の子供たちに危害を加えたとすると、私はあなたを撃ち殺すでしょうね。あなたは私の子供に手を出してはいけません。でも私はジャック・ライアンではありません。彼は制御しなければなりません。彼は規則に従って対処します。」

## 評価
商業的には、「愛国者のゲーム」は1987年8月2日の週にニューヨーク・タイムズのベストセラーリストで1位でデビューした。それ以来、翌年までに上製本で1,063,000部以上を売り上げた。
本書は一般的に非常に肯定的な評判を得た。ニューヨーク・タイムズは、この作品を「大衆小説の強力な作品であり、その筋書きは、信じがたいとは言え、魅力的であり、その感情は普遍的である」と賞賛した。しかし、米国の書評誌「カーカス・レビュー」の意見はまちまちで、「刺激的な銃撃戦や追跡、そして王室の多くの願望充足。しかし散文を強化する海軍の信憑性がなければ、クランシーは水から出た魚である」と述べている。

## 映画化
本小説は、長編映画化（邦題：「パトリオット・ゲーム」）され、1992年6月5日に公開された。ジャック・ライアンはハリソン・フォードが演じ、ショーン・ミラーはショーン・ビーンが演じた。この映画は、前作「レッド・オクトーバーを追え!」（1990年）の続編として注目されているが、原作では順序が逆になっている。さらに、アルスター解放軍の主要なターゲットとして、イギリス皇太子夫妻に代わり、北アイルランド国務長官であり女王の従兄弟であるホームズ卿が登場した。「愛国者のゲーム」は2週間1位を獲得し、最終的には世界の興行収入で178,051,587ドルを売り上げた。おおむね好評を博しており、米国の映画評論サイト「ロッテン・トマト」で33件の評価に基づいて73％の「Fresh（新鮮）」の格付けを得た。
逆に、この映画は「泥を食べるのは好きじゃないから、こいつらからは何も食べない。」と言い、原作から大きく逸脱しているとクランシーから酷評された。 「原作の場面に対応するのは、撮影台本に1つか2つの場面しかない。」とクランシーはのちに付け加えた。「彼らは私のキャラクターを使ったパトリオット・ゲームという映画を持っていますが、それは私の物語ではありません。」彼は最終的に映画の販促資料から彼の名前を削除するよう求め、明らかな対抗手段として、彼の別の小説「トータル・フィアーズ」（1991年）の権利を売却するためにパラマウント映画の同じチームと交渉に入った。 2002年にこの映画が公開される頃には、クランシーは自分の本を映画化するという考えに冷静になっていた。